# Giới tính không đồng nhất

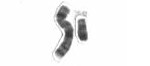
Hình 1: Cặp nhiễm sắc thể giới tính ở nam giới gồm hai chiếc khác nhau: X (dài) và Y (ngắn hơn).

Giới tính không đồng nhất hay giới dị giao tử. (tiếng Anh: heterogametic sex hoặc digametic sex) là giới (đực hoặc cái) có cặp nhiễm sắc thể giới tính không giống nhau, nghĩa là cặp nhiễm sắc thể giới tính là không tương đồng, ở một loài sinh vật.

## Ví dụ
- Ở người, nam giới là dị giao tử.

- Nữ giới có hai nhiễm sắc thể giới tính X, được kí hiệu là XX. Hai nhiễm sắc thể X này giống hệt nhau về hình dạng, kích thước và phân bố các lô-cut gen trên đó, nên là cặp nhiễm sắc thể tương đồng. Do đó, khi hình thành giao tử (sinh trứng) thì - xét riêng về cặp nhiễm sắc thể giới tính - chỉ có một loại giao tử cái (trứng) duy nhất: các trứng sinh ra đều có một loại nhiễm sắc thể X như nhau. Bởi vậy, về mặt di truyền thì nữ giới thuộc nhóm đồng giao tử hay giới tính đồng nhất.
- Ngược lại, nam giới có một nhiễm sắc thể giới tính là X, còn chiếc kia là Y, nên cặp nhiễm sắc thể giới tính của nam giới được kí hiệu là XY. Nhiễm sắc thể X và Y khác nhau về hình dạng, kích thước và khác cả về phân bố các lô-cut gen trên đó,  chỉ có một vùng tương đồng ngắn là đoạn DNA chứa chuỗi nuclêôtit giống nhau, nên là cặp XY là cặp nhiễm sắc thể không tương đồng. Do đó, khi hình thành giao tử (sinh tinh) thì - xét riêng về cặp nhiễm sắc thể giới tính - lại có hai loại giao tử đực (tinh trùng): tinh trùng chứa X và tinh trùng chứa Y là khác nhau. Bởi vậy, về mặt di truyền - nói theo kiểu Menđen - thì nam giới là dị hợp tử hay giới tính không đồng nhất, còn nữ giới là đồng hợp tử.
Hầu hết động vật bậc cao thuộc lớp thú cũng tương tự như vậy, một số loài sâu bọ như ruồi giấm cũng tương tự: con đực là dị giao tử (hình 2). 

Hình 2: Ở ruồi giấm, thì con đực (ảnh phải) là XY thuộc giới dị giao tử.

- Ở các loài chim và một số loài cá, bướm (Lepidoptera),... cũng tương tự, nhưng ngược lại so với người: con cái (mái) là dị giao tử.[2][6][7]

- Con cái (hoặc con mái) mang cặp nhiễm sắc thể giới tính ZW, nghĩa là "dị hợp tử" về cặp nhiễm sắc thể này.
- Con đực (hoặc con trống) thì thuộc giới đồng giao tử, mang cặp nhiễm sắc thể giới tính ZZ, nghĩa là "đồng hợp tử" về cặp nhiễm sắc thể này (hình 3).

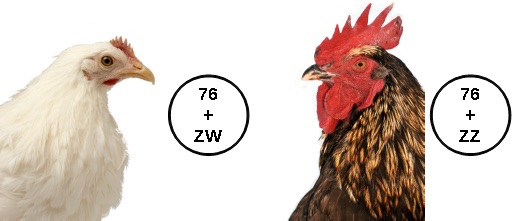
Hình 3: Ở gà, thì gà mái thuộc giới dị giao tử.